# هوله
اعراب هوله (به عربی: العرب الهولة) گروهی از قبایل عرب هستند که به‌ویژه در قرن ۱۳ تا ۱۸ میلادی به شمال خلیج فارس مهاجرت کردند.
آنها در استان‌های هرمزگان و بوشهر  ساکن هستند و دین بیشتر آنها اسلام سنی می‌باشد. واژهٔ هوله بقیهٔ سنی‌های شمال خلیج فارس، مانند اچمی‌ها را شامل نمی‌شود.

## برجسترین خانوادها
منابع تاریخی به ما می گویند که اعراب هولا از یک قبیله نیستند، بلکه از یک قبیله هستند. از اتحاد چند قبیله خاص عرب، و تأکید در اینجا باید بر کلمه «مشخص» باشد، قبایل متعلق. اعراب هولا قبایل زیر هستند:
1. القواسم: این القواسم در جلفار (رأس الخیمه)، شارجه، بندرلنگه و بندر کنگ یافت می شود و از نسل بزرگان قریش که از مکه مهاجرت کرده اند، هستند.
2. المرازیق: عمدتاً در بندر مغوه و بندر کنگ یافت می شوند و شاخه ای از خاندان "آل سلیمان" از عجمان اهل یام هستند.[۲][۳][۱۱][۵]
3. آل علی: آنها عمدتاً در ام القوین، شارجه، بندر جاریک و جزیره قیس قرار دارند. آنها شاخه ای از سوبی از قبیله حمدان القحطانیه هستند.[۲][۳][۱۱][۵]
4. بنی بشر: قبیله کوچکی که ساکن جرک و جزیره قیس هستند و آنها شعبه ای از بشرالمره از یام هستند.[۲][۳][۱۱][۵]
5. بنی حماد: این طایفه عمدتاً در بندر نخیلوا، مرباخ، مقام، جزیره هندرابی و بندر شیروه یافت می شوند و از قحطان هستند.[۲][۳][۱۱][۵]
6. بنی عبیدل: عمدتاً در جزیره هندرابی، بندر شیروه، جزیره شیخ شعیب و امارت شارجه یافت می شوند.[۲][۳][۱۱][۵]
7. آل حرم: اعضای این قبیله عمدتاً در بندر نابند، بندر اصیلو، جزیره بحرین و شهر عینات در سلطنت عمان یافت می شوند و اهل قحطان هستند.[۲][۳][۱۱][۵]
8. بنی مالک: اعضای این قبیله در بندر نبند، بندر اصیلوا، شهر الخاراء و شبه جزیره قطر هستند و از بنی مالک بطن از منتفیق عراق هستند. [۲][۳][۱۱][۵]
9. بنی تمیم: عمدتاً در شهر جاه مبارک، جزیره هندرابی، جزایر تنب بزرگ و کوچک، ابوموسی و جزیره قشم قرار دارند.[۲][۳][۱۱][۵]
10. آل نصوری یا المنصوری: عمدتاً در بندر طاهری، قصبه ملوا، بندر عینات، بندر کنکون و روستاهای وادی قبندی قرار دارند و اهل جبور الاحساء هستند.[۲][۳][۱۱][۵]

## توصیف نیبور از هوله
این توصیف کارستن نیبور از اعراب حواله است:
این طوایف پرشمار سرور همه سواحل از بندرعباس تا راس بوردستان هستند و بر تمامی بنادر آنجا تسلط دارند. شیوخ یا شاهزادگان قبایل هوله عبارتند از:

شیوخ سیر که در وصف عمان نام بردم، اصالتاً از این کشور و از سران قبایل هوله مجاور نواحی گمبرون هستند و شیوخ شهرهای کنگ و لنگه رئس هیتی هستند رعایای اینجا برای سوخت و زغال چوب صادر می کنند و شیوخ ماگوها و چارک هستند و ساکنان این نواحی نیز چوب صادر می کنند و گفته می شود که از دلیرترین قبایل هوله هستند و در آنجا هستند. شیوخ نخلو، نابند، عسلویه، طاهری، شیلو (احتمالاً شیو)، کانکون و شیوخ نخلو که به غواصان ماهر در شهر کنگون معروف هستند یهودیان و بانیان با آنها ساکن هستند، پارسیان که کشتی ندارند با کشاورزی در مسیرهای بین امارت بوشهر و راس بردستان زندگی می کنند.— کارستن نیبور، 

## خلط عمدی با اچمیا
در کشورهای حاشیه خلیج فارس (مانند بحرین و امارات و کویت) معروف است که بسیاری از اچمی‌های با پیشینه سنه مذهب به نام خانوادگی خود «ال» (عربی: ال) اضافه کرده‌اند شاید تا آن را بیشتر عربی جلوه دهند (مانند البستکی). بسیاری از افراد در واقع این اقدامات را به‌عنوان «تسلیم شدن» یا رها کردن ریشه‌ها و فرهنگ خود می‌بینند، در حالی که دیگران این اقدام را به منظور جلوگیری از مشکلات نژادپرستی توضیح می‌دهند. این تغییرات امروزه در ظاهر رسمی آنها قابل مشاهده است زیرا لباس‌های سنتی خود را تغییر داده‌اند و (حداقل در مناطق عمومی) تنها به زبان عربی مسلط صحبت می‌کنند، در کویت همین مشکل هم دارند، اگرچه قبل از کشف نفت، فارسی را نیز روان صحبت می کردند. کتاب «العرب الهوله» نوشته «محمد حاتم غریب» ممکن است با هدف ارائه روایتی خاص (برای منافع سیاسی) از ریشه‌های این گروه نوشته شده باشد. بر اساس یک مطالعه در سال ۲۰۱۳ محقق خاطرنشان کرد: وضعیت زبانی و مذهبی پارسیان سنی در بحرین خاردار است و گاه عمدی بین «اعراب هوله» و «پارسیان سنی» خلط می‌شود. در حالی که بسیاری از اعراب احساس می کنند این «ساخت هویت جدید» برای ایرانیان سنی است. ویکی‌پدیای عربی عمداً نام‌های خانواده آچومی را به‌عنوان خانواده‌های عربی فهرست می‌کند، فقط دو منبع دارد که منبع دوم همان 10 خانواده عرب هوله را فهرست می‌کند که شامل خانواده‌هایی مانند «خنجی» و «فلامرزی» و «گله‌داری» نمی‌شود.